# Agathocles van Syracuse
Agathocles (Grieks: Ἀγαθοκλῆς, 361-289 v.Chr.) was een tiran van Syracuse. Hij staat in de Griekse geschiedenis bekend als een wreedaardige avonturier.

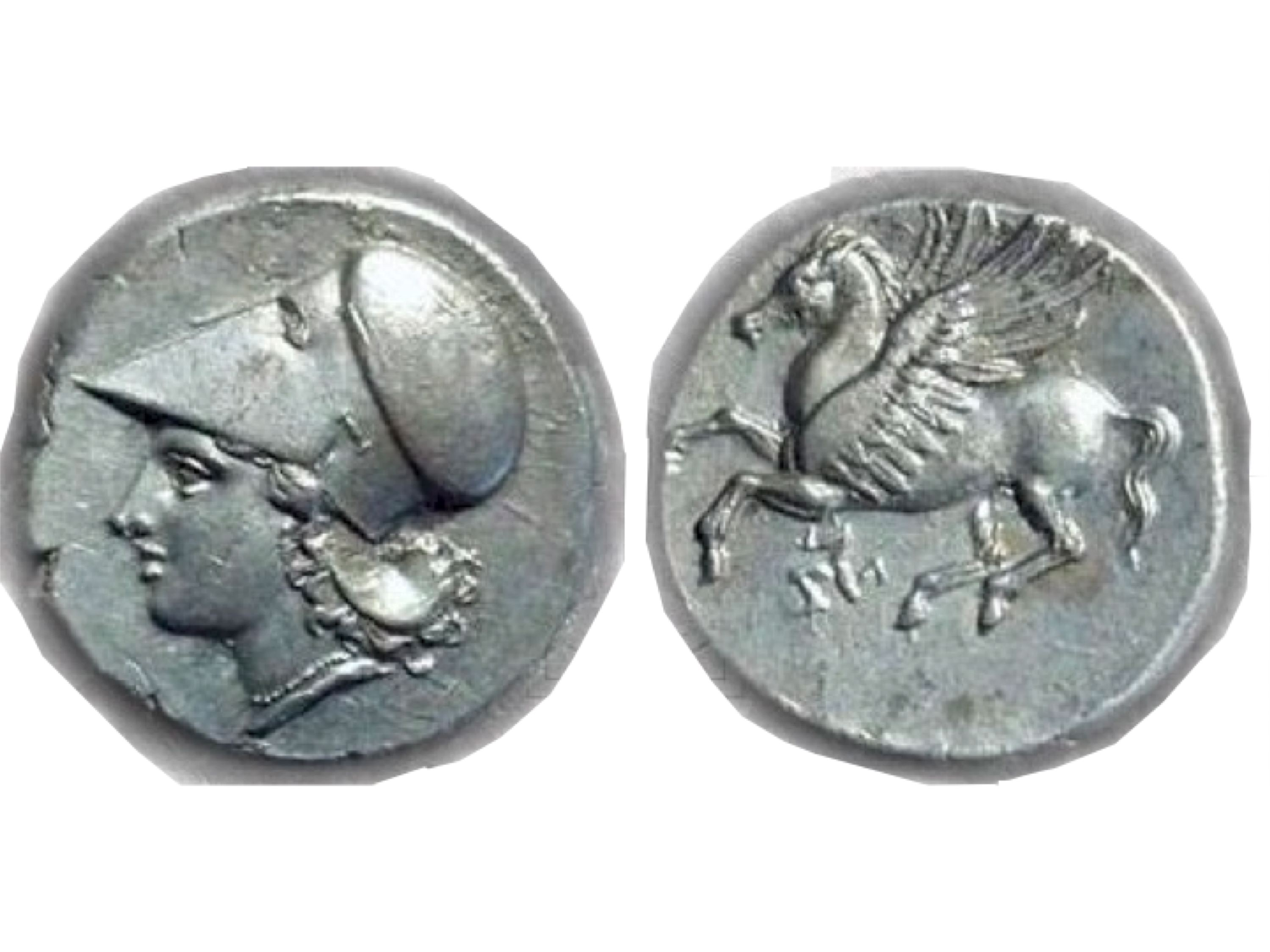
Muntstuk, geslagen onder Agathocles' regeerperiode; links : Athena; rechts Pegasus met onder de buik een triskelion, symbool van Sicilië en dus van Agathocles

## Biografie

### Jeugd
Over zijn jeugdjaren valt volgens vele geschriften veel te twisten. Hij zou geboren zijn in Thermae, een Griekse stad in Sicilië onder controle van Carthago. Zijn vader wilde hem niet als zoon aannemen en liet hem te vondeling leggen, omdat hij in een droomvisioen gewaarschuwd werd dat het kind Sicilië veel kwaad zou aandoen. Maar de moeder verborg de baby en bracht hem later, op zevenjarige leeftijd, weer onder de ogen van zijn vader, die kennelijk spijt had over zijn beslissing. In Syracuse was hij pottenbakker.
Zijn jeugd werd gekenmerkt door o.a losbandig gedrag, maar hij bezat ook een uitzonderlijke kracht en fysieke schoonheid, kwaliteiten die hem in dienst brachten van Damas, een adellijke burger van Syracuse. Later trouwde hij met diens schatrijke weduwe, en dat maakte hem tot één der machtigste inwoners van de stad.

### Militaire carrière
Tijdens de burgeroorlog in zijn stad, na 325 v.Chr., werd hij legerofficier en leider van de democratische fractie, en kreeg hij in 317 v.Chr. de macht in handen. Als tiran met de titel autokrator streefde hij naar het herstel van de sociale vrede onder de armen en versterkte hij opnieuw de vloot en het leger. In een poging om zijn machtsgebied uit te breiden, raakte hij verwikkeld in langdurige oorlogen met de andere Grieken van Sicilië en met Carthago. Na aanvankelijke successen werd hij uiteindelijk in de slag aan de Himera in 310 v.Chr. verpletterend verslagen door de Carthagers, die Syracuse belegerden. Hierdoor raakte hij vastbesloten Carthago op eigen terrein aan te vallen. Hij wist de blokkade te doorbreken, landde met succes op de Afrikaanse kust, en vormde een ernstige bedreiging voor Carthago, terwijl de Carthagers intussen vruchteloos Syracuse bleven bestoken.
Door de troepen van Ophellas, de Macedonische stadhouder van Cyrene, bij zijn eigen leger te laten aansluiten, kon Agathocles zijn militaire macht aanzienlijk versterken. Nadat de zaken in Africa in zijn voordeel beslecht waren, keerde hij terug naar Sicilië, waar hij een militaire campagne tegen Akragas begon (308/307 v.Chr.). Maar toen de situatie in Africa opnieuw verergerde, en Agathocles niet bij macht bleek daar iets aan te veranderen, liet hij zijn leger in de steek. Als wraak hiervoor werden zijn zoon Archagatus en nog een andere zoon vermoord.
Carthago was echter te zwak om uit deze situatie nog voordeel te trekken. Na enkele beslissende campagnes regeerde Agathocles op vreedzame wijze over oostelijk Sicilië, en aanvaardde hij in 304 v.Chr. de koningstitel. Biografen vermelden dat hij zo populair (of zo gevreesd?) was in Syracuse, dat hij zich nooit door lijfwachten liet vergezellen. Nadien raakte hij nog betrokken bij allerlei operaties op Italiaanse bodem, tot grote ergernis van de Romeinen.
Zijn laatste levensjaren werden ontsierd door ziekte en door bloedige tweedracht binnen zijn familie: zijn kleinzoon was zo gehaast hem op te volgen dat hij diens vader, Agathocles' zoon, vermoordde. Bewust zag hij er daarom van af een eigen dynastie te stichten, en in zijn laatste wilsbeschikking wenste hij voor Syracuse het herstel van de democratische vrijheden, die de stad echter niet meer aankon. Agathocles was de enige "hellenistische" vorst onder de westelijke Grieken en hun laatste echte leider. Bij zijn dood liet hij slechts één grote puinhoop achter.